# Pic Meru
El Pic Meru és una muntanya situada a la Divisió de Garhwal de l'Himàlaia, a l'estat d'Uttarakhand a l'Índia. Es troba entre el Thalay Sagar i el Shivling, i compta amb diverses rutes d'alt repte. El nom "Meru" probablement es va originar de la paraula "espina" en idioma tàmil primitiu, en referència a la forma de la muntanya. Té 6.660 metres d'altura (21.850 peus). Va ser el lloc del salt BASE més alt del món des de la Terra, per Glenn Singleman i Heather Swan des d'una altura de 6.604 metres (21.667 peus) al juny de l'any 2006, però va ser superat pel salt de Valery Rozov el 2013 des de la cara nord de l'Everest.
La muntanya té tres pics: Sud (6.660 metres, 21 850 peus), Central (6.310 metres, 20.700 peus), i Nord (6.450 metres, 21.160 peus). Els dos pics més alts van ser escalats abans que el difícil pic Central, que va ser escalat per primera vegada en 2001 per Valery Babanov en una ascensió en solitari, dues vegades per altres equips el 2006, i per primera vegada per la ruta "Aleta de Tauró" en 2011.